# Munna palmata
Munna palmata är en kräftdjursart som beskrevs av Wilhelm Lilljeborg 1851. Munna palmata ingår i släktet Munna och familjen Munnidae. Arten är reproducerande i Sverige. Inga underarter finns listade i Catalogue of Life.